# スペイン放送協会
スペイン放送協会（スペインほうそうきょうかい、西: Corporación de Radio y Televisión Española, S.A.、略称: RTVE）は、スペインにおいて公共テレビ・ラジオ放送を行う国有企業。

## 概要
RTVEはラジオ・ナシオナル・デ・エスパーニャ（RNE）というラジオ事業とテレビシオン・エスパニョーラ（TVE）のテレビ事業を行う会社で、2010年以降公的助成金で運営されている。
1937年、スペイン内戦中にプロパガンダ放送局開始がきっかけて誕生したRNEは1956年TVEが開局し、1973年RNEとTVEが統合し本社が設立。
2006年現行の放送法の成立により2007年1月、RTVEは国有化された。